# Bogumił Pągowski
Bogumił Pągowski herbu Pobóg  – szambelan Stanisława Augusta Poniatowskiego w 1790 roku, konsyliarz województwa rawskiego w konfederacji targowickiej w 1792 roku.